# وفيات 2005
قائمة بأشخاص بارزين رحلوا في سنة 2005.
|  |

## وفيات يناير
1
- توفيق الباشا، 81، ملحن وموسيقي لبناني.
- شيرلي تشيشولم، 81، سياسية بالحزب الديموقراطي أمريكية.

2
- جعفر حامد البشير، 78، شاعر و صحفي و أديب سوداني.

3
- إبراهيم أيزري، 51، مغني جزائري.

4
- آن ماري ألونزو، 54، شاعرة و روائية كندية.

6
- أرجنتينا برونيتي، 98، ممثلة أمريكية.

7
- بيير دانينوس، 91، كاتب فرنسي.

8
- إبراهيم بن محمد بن حسن الفخرو، 87، مناضل بحريني.

9
- إسكندر غانم، 94، قائد جيش لبناني.

10
- تشارلز كيلينغ، 76، عالم فلكي أمريكي.

11
- جون فاولز، 81، روائي إنجليزي.

12
- حطاب الذيب، 75، ممثل تونسي.
- ليلى فوزي، 86، ممثلة مصرية.

13
- ديم بريستو، 58، ممثل أصوات أمريكي.

14
- رسلان عبد الغني، 91، سياسي أندونيسي.

15
- سيد الملاح، 64، مطرب شعبي مصري.

16
- ريتشارد بيرنز، 34، بطل رالي إنجليزي.

17
- سعاد زكي، 90، ممثلة مصرية.

18
- عباس جميل، 84، ملحن عراقي.

19
- عبد الكريم محمد المدرس، 104، فقيه عراقي.

20
- عبد الهادي محبوبة، 68، أكاديمي عراقي.

21
- عبد الوهاب المؤيد، 60، كاتب وصحفي يمني.

22
- علي مصطفى بغدادي، 83، قائد القوات الجوية المصرية.
- كونسويلو بيلاثكيث، 83، ملحنة و عازفة مكسيكية.

23
- جوني كارسون، 80، مقدّم برامج تلفزيونية و كوميديان أمريكي.

24
- عمر محمود عبد الله ، 64، ضابط عراقي.

25
- غسان قانصوه ، 48، عالم لبناني.

26
- فيروتشو فالكاريدجي ، 93، لاعب ومدرب إيطالي سابق

27
- فريد حسين ، 51، نحات عراقي.
- فوزية بنت فاروق الأول، 64، أميرة مصرية.

28
- فوزي الشتيوي ، 55، رسام و خزاف تونسي.

29
- قنديل شاكر ، 74، عضو مجمع اللغة العربية عراقي.

30
- كريستينا كولجاكا ، 89، نحاتة ألبانية.

31
- كمال الدين المقدس الغريفي ، 63، عالم دين شيعي عراقي.

## وفيات فبراير
1
- مؤيد نعمة ، 54، رسام كاريكاتير عراقي.

2
- سعدي الحلي ، 83، مطرب عراقي.

3
- زوراب جفانيا، 42، سياسي و رجل أعمال جورجي.

4
- أحمد عداس، 81، ممثل سوري.

5
- بولينا أستاخوفا، 65، لاعبة أولمبية روسية.

6
- مارتن لنكز، 96، أديب إنجليزي.

7
- مبارك الكواري، 46، ممثل قطري.

8
- محمد الشبوكي، 89، مفكر دعوي جزائري.

9
- محمد الطاهر رويس، 77، مؤرخ تونسي.

10
- آرثر ميلر، 89، كاتب و روائي مسرحي أمريكي.
- جان كايرول، 93، شاعر و روائي فرنسي.

11
- جيمس بورتر (قس كاثوليكي) ، 70، روماني.
- فلاديمير كوتيلنيكوف، 96، إذاعي روسي.

12
- دوروتي ستانغ، 74، راهبة أمريكية.

13
- لوسيا دوس سانتوس، 98، راهبة برتغالية.

14
- ثابت البطل، 51، لاعب كرة قدم مصري.
- رفيق الحريري، 61، رئيس الوزراء اللبناني.

15
- محمد بن إبراهيم المراكشي، 58، شاعر مغربي.

16
- الملكة ناريمان، 72، آخر ملكات مصر.
- سامي سرحان ، 75، ممثل مصري.

17
- عمر سيفوري، 72، لاعب كرة قدم أرجنتيني.

19
- سعد الدين بقدونس،81، ممثل سوري.

20
- هانتر طومسون، 68، صحفي و مؤلف أمريكي.
- عبد الرحيم البرعي، 82، شيخ صوفي سوداني.

22
- لي يون جو، 24، ممثلة كورية جنوبية.

25
- بيتر بينيسن، 84، مؤسس منظمة العفو الدولية بريطاني.
- عاطف صدقي، 75، رئيس وزراء مصري.

26
- جف راسكين، 62، مؤسس مشروع ماكنتوش لشركة أبل أمريكي.

28
- طلعت مصطفى، 79، رجل أعمال مصري.

## وفيات مارس
5
- رينوس ميتشيلز، 77، لاعب و مدرب كرة قدم هولندي.

8
- أصلان مسخادوف، 54، الرئيس الثالث شيشاني.

13
- زهير اليحياوي، 38، ناشط تونسي.
- شوقي ضيف، 95، عالم لغوي مصري.

17
- أحمد الشامي، 81، شاعر يمني.
- جورج كينان، 101، مهندس الحرب الباردة أمريكي.

22
- كنزو تانغه، 92، معماري ياباني.

25
- حسن الصيفي، 78، مخرج ومنتج سينمائي مصري.

26
- جيمس كالاهان، 92، رئيس وزراء بريطاني.

27
- أحمد زكي، 55، ممثل مصري.

## وفيات أبريل
1
- كمال حسني، 76، ممثل مصري.

3
- يوسف شويري، 65، ممثل سوري.
- علي يوسف الخليل، 68، نائب المجلس النيابي اللبناني.

5
- سول بيلو، 90، أديب أمريكي.

6
- رينيه الثالث من موناكو، 56، أمير موناكو فرنسي.

8
- الخاتم عدلان، 57، مفكر و سياسي سوداني.

9
- رضا علي، 73، مطرب عراقي.

10
- زين شعيب، 83، شاعر لبناني.

11
- لوسيان لوران، 98، لاعب كرة قدم فرنسي.

12
- ربى الجمال، 39، مطربة سورية.

14
- جعفر السعدي، 84، ممثل و مخرج عراقي.
- سوندرز ماكلين، 95، عالم رياضيات أمريكي.

18
- باسل فليحان، 42، سياسي و اقتصادي لبناني.

21
- زانج تشانكيو، 88، سياسي صيني.

23
- لمياء فغالي، 80، ممثلة لبنانية.

24
- عيزر فايتسمان، 81، الرئيس الإسرائيلي السابع.

27
- أندري غوندر فرانك، 76، مؤرخ أمريكي.

## وفيات مايو
29
- رجاء يوسف، 79، ممثلة مصرية.

## وفيات يونيو
2
- سمير قصير، 45، صحفي لبناني.

21
- جورج حاوي، 67، سياسي لبناني.

9
- عبد الله محمود، 40 ، ممثل مصري.

## وفيات يوليو
3
- إيهاب الشريف، 51، سفير مصري.

17
- إدوارد هيث، 89، رئيس وزراء بريطاني سابق.

30
جون قرنق، 60، رئيس الحركة الشعبية لتحرير السودان جنوب سوداني

## وفيات أغسطس
1
- فهد بن عبد العزيز آل سعود، 82، ملك المملكة العربية السعودية.
- أحمد توفيق، 75، ممثل ومخرج مصري.

3
- زينب الغزالي، 88، داعية إسلامية وناشطة مصرية

8
- أحمد ديدات، 87، داعية إسلامي هندي.

## وفيات سبتمبر
28
- ليو ستيرنباخ، 97، كيميائي كرواتي.

## وفيات أكتوبر
12
- لور دكاش، 88، مغنية لبنانية.
- غازي كنعان، 63، وزير الداخلية السوري الأسبق في عهد النظام البائد

29
- محمد زين العابدين الجذبة، 94، محدث وخطيب سوري

## وفيات نوفمبر
10
- كريمة، 71، ممثلة مصرية.

11
- مصطفى العقاد، 75، مخرج سوري.
- بيتر دراكر، 95، أحد مؤسسي علم الإدارة.

13
- إدي غيريرو، 38، مصارع مكسيكي.

20
- محمد سعيد العطار، 78، رئيس وزراء يمني سابق.
- 24
- بات موريتا ، 73، ممثل أمريكي

## وفيات ديسمبر
3
- أتسكو تاناكا (رسامة)، 73، رسامة وفنانة يابانية

4
- ألفريد فرج، 76، كاتب مصري.

12
- جبران تويني، 48، صحفي لبناني.

13
- علي عبد الله جابر، 52، أحد أئمة الحرم المكي.